# Diadjibine Gandéga
Diadjibine Gandéga este o comună din departamentul M'Bout, Regiunea Gorgol, Mauritania, cu o populație de 6.743 locuitori.